# توماس ريتشاردز (سياسي)
توماس ريتشاردز (بالإنجليزية: Thomas Richards)‏ هو سياسي أمريكي، ولد في 8 يوليو 1943 في إنديانابوليس في الولايات المتحدة. حزبياً، نشط في الحزب الديمقراطي.